# Morbidelli VR 125
La Morbidelli VR è una motocicletta da competizione della Morbidelli, con motorizzazione due tempi, che ha partecipato al motomondiale della classe 125, vincendo il titolo piloti e costruttori, nel 1976 e 1977 con Pier Paolo Bianchi.

## Descrizione
Questa moto è caratterizzata dall'assenza dei silenziatori, difatti ancora non sono vigenti regole sulla fonometria, questa moto verrà poi prodotta dalla Morbidelli-Benelli Armi per essere venduta ai privati.
Il motore è un bicilindrico in linea con pistoni Mahle a singolo segmento da 1 mm caratterizzati dal riporto di un mantello grafitato, il quale alloggia su un carter motore ideato e prodotto da Ferrari, con le sedi cuscinetto in ghisa e il coperchio delle valvole ruotanti in bronzo del tipo Zimmermann; un'altra caratteristica era la predisposizione ad avere la leva del cambio sia a sinistra che a destra della moto.
La strumentazione comprende un contagiri Krober con fondoscala a 16.000 rpm e un termometro Motometter.
L'impianto frenante è a dischi in acciaio al carbonio forati e le pinze sono a doppio pistoncino poste anteriormente alla forcella, mentre i cerchi delle ruote sono stati realizzati su disegno della Morbidelli a cinque razze, inoltre la carenatura realizzata in galleria del vento risulta essere molto sinuosa e pulita; le pedane sono in nylon.
Il sistema d'accensione è munito di sensore pick-up e viene alimentato da due batterie della Sonenschein da 9Ah 12 V poste sotto sella.